# Смерть эго
Сме́рть э́го, также умира́ние созна́ния, растворе́ние э́го, отчужде́ние э́го, избавле́ние от э́го, или мисти́ческая сме́рть — это состояние (или процесс) «полной потери субъективной самоидентичности». Этот термин используется в нескольких взаимосвязанных контекстах. В аналитической психологии Юнга существует схожее по значению понятие «психическая смерть», описывающее фундаментальную трансформацию психики.
Часто этим термином описывают кратковременное ощущение утраты «внутреннего „я“» (эго) под воздействием различных психоактивных веществ, в частности психоделиков (ЛСД, псилоцибина, мескалина, ДМТ, 2C-B, активных веществ красного мухомора и др.) и некоторых диссоциативов (кетамина, сальвинорина А). В научной литературе иногда используется акроним DIED (англ. drug-induced ego dissolution — «растворение эго, вызванное психоактивными веществами»). Например, именно в таком ключе термин использовал психолог Тимоти Лири, описывая «смерть» своего эго во время ЛСД-трипа. Считается также, что состояния смерти эго возможно достичь и посредством медитации.
Джозеф Кэмпбелл рассматривал смерть эго как один из этапов пути мифического героя. Концепция смерти эго присутствует в мировой мифологии и мистицизме. Смерть эго играет важнейшую роль в движении нью-эйдж, где она означает избавление от эгоцентризма и «привязанности к своему „я“». Эго-смерть занимает важное место в духовных учениях Экхарта Толле. В них эго определяется как совокупность мыслей и эмоций, с которыми человек себя отождествляет. Согласно Толле, лишь разорвав эту связь, сознание может освободиться от страданий.
Несмотря на абстрактный характер понятия, исследователи считают смерть эго реальным и измеримым психологическим конструктом. Современные исследования подтверждают, что испытываемое под воздействием психоделиков, таких как ЛСД, состояние смерти эго сопровождается специфическими изменениями в мозговой активности. Существуют косвенные данные о том, что растворение эго и другие субъективные переживания, вызванные психоделиками, обладают терапевтическим эффектом. Однако имеются и противоположные данные.

## Определения
Религиовед Даниэль Меркур в контексте мистицизма определил смерть эго и связанный с ней термин «избавление от эго» как «переживание, сопровождающееся утратой ощущения внутреннего „я“». По Меркуру: «Смерть эго возможна в состоянии чрезвычайно глубокого транса, когда подавляются эго-функции проверки реальности, чувственного восприятия, памяти, разума, фантазии и самоопределения […] Мусульманские суфии называют это явление „фана“ („умирание“), а иудейские каббалисты — „поцелуем смерти“».
Картер Фиппс отождествляет смерть эго с буддийским просветлением, определяя её как «отторжение, отвержение и, в конечном счёте, отмирание всякой потребности в обособленном, эгоцентричном существовании».
Вентегодт и Меррик определяют смерть эго как «фундаментальное преобразование психики».
Лири, Метцнер и Альперт считают утрату эго частью символического переживания смерти, при котором старое эго должно «умереть», чтобы могло «родиться» новое. В их понимании избавление от эго — это «всеобъемлющая трансцендентность — переход сквозь слова, сквозь пространство и время, сквозь себя самого», при котором «нет ни видений, ни ощущения внутреннего „я“, ни мыслей. Есть только чистая осознанность и экстатическое чувство свободы».
Исследователь психоделических веществ Рандольф Алнес определяет смерть эго как «утрату ощущения эго». Психотерапевт Станислав Гроф — как «чувство полного уничтожения себя, которое влечёт мгновенное разрушение прежних жизненных точек опоры».

## Становление и развитие понятия
Концепция развивалась в различных научных, философских, эзотерических и других парадигмах, в частности в романтических движениях и субкультурах, теософии, антропологических исследованиях шаманизма и обрядов перехода, сравнительной мифологии Кэмпбелла, аналитической психологии Юнга, психоделической контркультуре и трансперсональной психологии.

### Западный мистицизм
По Меркуру:
Трактовка мистического единения как смерти души и замещения её божественным сознанием была стандартной для католической церкви со времён святой Терезы Авильской; этот мотив прослеживается от Маргариты Поретанской в XIII веке до фаны, суфистского «умирания».

### Аналитическая психология Юнга
Вентегодт и Меррик считают юнгианскую «психическую смерть» синонимом «смерти эго»:
С тем чтобы радикально улучшить общемировой уровень жизни, необходима фундаментальная трансформация психики. Такую перемену личности принято называть «смертью эго» в буддизме либо «психической смертью» в учениях Юнга, ибо она подразумевает переход к экзистенциальному состоянию природного «я», то есть обретение истинного смысла жизни. Трудность исцеления и улучшения общемирового уровня жизни напрямую связана с тяжестью переживания смерти эго.
Исследователи отсылают к работам Юнга «Архетипы и коллективное бессознательное» и «Психология и алхимия». Юнг считает, что достичь единения архетипических противоположностей можно только через процесс сознательного страдания, в ходе которого сознание «умирает» и рождается вновь. Юнг называет этот процесс «трансцендентной функцией», которая приводит к «более содержательному и синтетическому сознанию». Для описания процесса индивидуации и перехода, происходящего во время терапии, Юнг использовал алхимические аналогии.
Согласно Лимингу, с точки зрения религии психическая смерть созвучна трудам Иоанна Креста «Восхождение на гору Кармель» и «Тёмная ночь души».

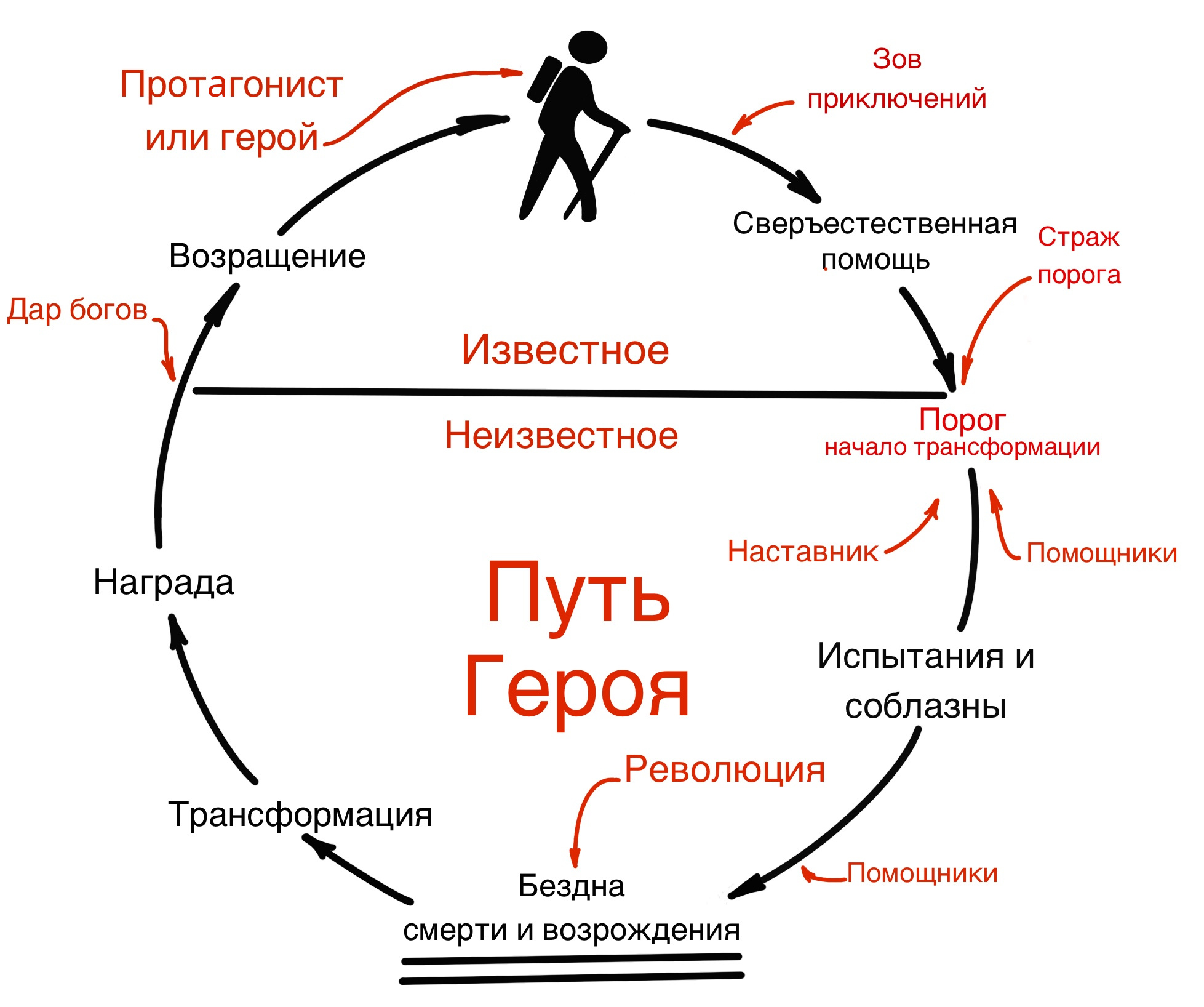
Путь героя

### Мифология — «Тысячеликий герой»
В 1949 году Джозеф Кэмпбелл опубликовал «Тысячеликого героя» — исследование идеи мономифа. В своей работе автор рассуждает об общей для многих культур концепции «пути героя», который, как правило, включает три основных этапа: расставание, пересечение границ и возвращение. В традиционных культурах этот путь описывает переход от юности к взрослой жизни. Вторая стадия, также известная как лиминальная, — и есть этап самоотречения и смерти эго, после которого герой возвращается, чтобы поведать миру о своём новом знании и опыте:
Герой уходит из обычного мира в мир сверхъестественный, где вступает в поединок с некими могущественными силами и побеждает. Герой возвращается из приключения с наградой, которой он делится с простыми людьми.
Этот путь иллюстрирует архетип смерти и возрождения, где «ложное „я“» погибает, уступая место «истинному „я“». Широко известный пример — «Божественная комедия» Данте, по сюжету которой герой попадает в ад.

### Психоделика
Альберт Хоффман — первооткрыватель ЛСД — описывал свой опыт смерти эго следующим образом:
Любое усилие моей воли, любая попытка положить конец дезинтеграции внешнего мира и растворению моего «я» казались тщетными. Какой-то демон вселился в меня, завладел моим телом, разумом и душой. Я вскочил и закричал, пытаясь освободиться от него, но затем опустился и беспомощно лёг на диван. Вещество, с которым я хотел экспериментировать, покорило меня. Это был демон, который презрительно торжествовал над моей волей. Я был охвачен ужасающим страхом сойти с ума. Я оказался в другом мире, в другом месте, в другом времени. Казалось, что моё тело осталось без чувств, безжизненное и чуждое.

Олдос Хаксли

Олдос Хаксли — известный популяризатор психоделиков и автор эссе «Двери восприятия» — провёл аналогию между смертью эго в результате психоделического опыта и религиями Востока в труде «Вечная философия». В значительной степени опираясь на идеи из «Тибетской Книги мёртвых», эта работа сыграла важную роль в формировании представлений о «революции западного сознания». Кроме того, философ Алан Уотс провёл параллель между психоделическим опытом и книгой «Космическое сознание» Ричарда Баха, описав суть переживания смерти эго следующим образом:
… понимание (осознание) того, что непосредственно проживаемый настоящий момент, каков бы ни был его источник, и есть самоцель и устремление всего живого.
Идеи мистицизма и дух богемы были унаследованы поколением битников. Интерес к мистическому лёг в основу научного и популярного дискурса вокруг психоделических веществ в 1960-е годы. В 1964 году Уильям Берроуз разделил наркотики на «седативные» и «расширяющие сознание». В 1940–1950-х ЛСД активно изучался военными и гражданскими психиатрами. Одним из таких исследователей был Тимоти Лири — клинический психолог, работавший в Гарвардском университете. Олдос Хаксли рекомендовал Лири продвигать психоделики среди интеллигенции: художников, музыкантов, интеллектуалов. В дальнейшем, под давлением своего коллеги Рама Дасса, Лири начал распространять ЛСД и среди студентов. В 1962 году Лири был уволен из Гарварда, а университетская программа исследования психоделических веществ была свёрнута. После этого Лири открыл исследовательский фонд The Castalia Foundation, а в 1963 году основал журнал The Psychedelic Review.

По совету Хаксли Лири вместе с коллегами написал «Психоделический опыт» — руководство по ЛСД-трипам, местами повторяющее идеи «Тибетской Книги мёртвых» («Бардо Тхёдол»), с которой Лири познакомил именно Хаксли. По мнению Лири и коллег, «Тибетская Книга мёртвых» —
… это ключ к глубочайшим тайникам человеческого разума и руководство для посвящённых, а также для тех, кто ищет духовный путь к освобождению.

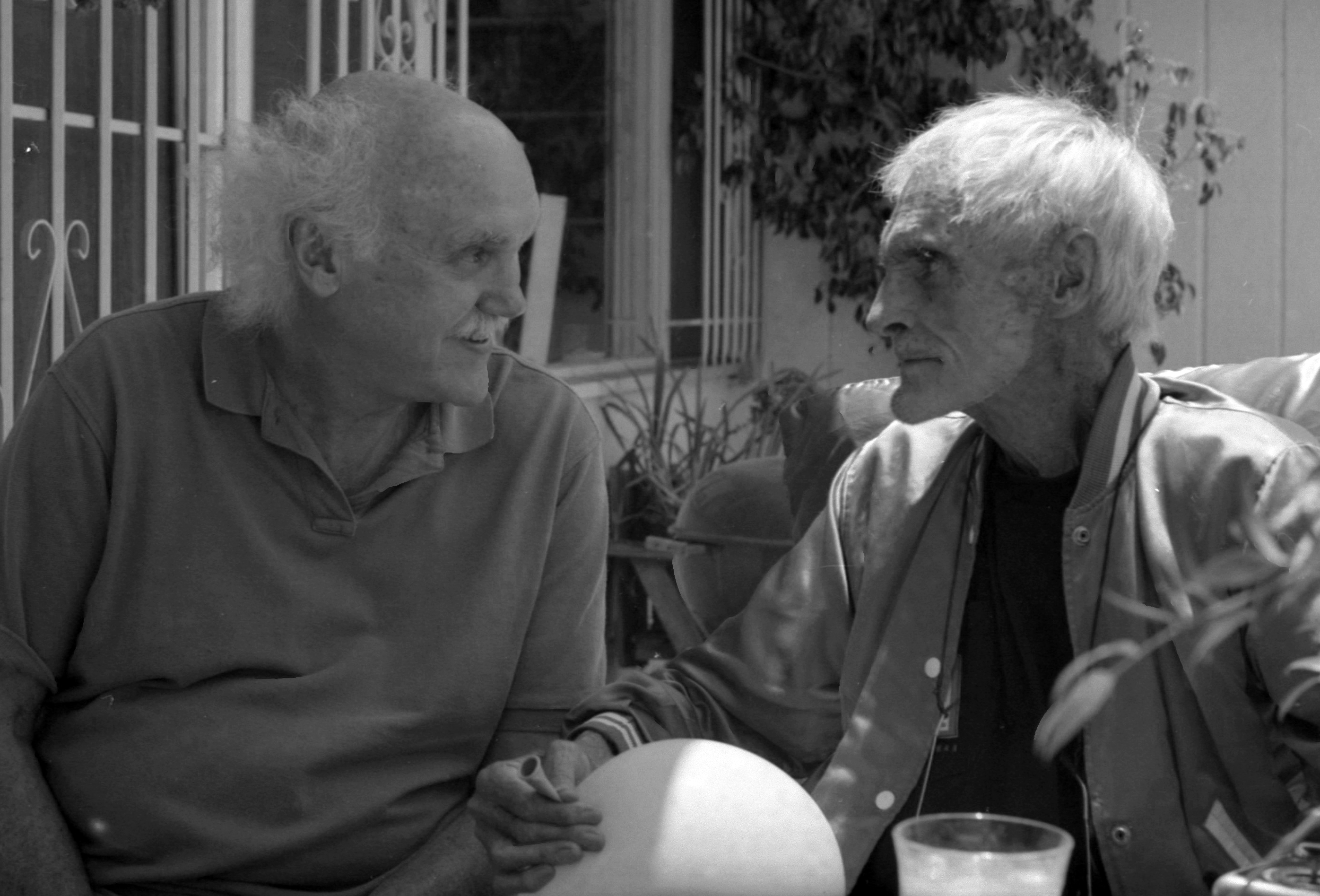
Тимоти Лири и Ричард Альперт (Рам Дасс)

Эффект ЛСД авторы описывали как «освобождение» от защитных систем эго, находя параллели между стадиями смерти и возрождения в «Тибетской Книге мёртвых» и стадиями психологической «смерти» и психологического же «возрождения», выявленными Лири в ходе экспериментов.
[Смерть эго] — одна из самых древних и наиболее универсальных практик посвящения. Человек должен символически умереть для своего прошлого и своего прежнего эго, перед тем как занять место в новой духовной жизни, в которую он должен быть посвящён.
В «Психоделическом опыте» авторы выделяют три стадии (бардо):
1. Первое бардо: освобождение от эго, «неигровой экстаз»;
2. Второе бардо: период галлюцинаций;
3. Третье бардо: возвращение к повседневной реальности и к своему «я»[22].

Первая часть книги подробно описывает каждое бардо. Вторая часть состоит из наставлений, которые нужно зачитывать «путешественнику» во время психоделического трипа. Ниже — пример наставлений к первому бардо:
О, (имя путешественника),
Для тебя настало время искать
Новые уровни реальности.
Твоё эго и (имя) игра скоро исчезнут.
Ты близок к тому, чтобы предстать
Перед Чистым Светом.
Ты близок к тому, чтобы узнать его в его реальности.
В состоянии, свободном от эго,
Всё подобно пустоте и безоблачному небу,
А чистый, незамутнённый разум
Подобен прозрачному вакууму;
Познай себя в это мгновение
И останься в этом состоянии.
О, (имя путешественника),
Сейчас к тебе приходит то,
Что называется смертью эго.
Помни:
Настал час смерти и нового рождения;
Воспользуйся этой временной смертью,
Чтобы достичь совершенного состояния —
Состояния Просветления.

[…]
Идея «мистических переживаний» при приёме ЛСД и концепция смерти эго приобрели некоторую популярность в США в 1960-е годы, но «ЛСД-духовность» в том виде, в котором её представлял Тимоти Лири, не получила широкого признания.

### Описания психоделического опыта
Терминология Лири помогла более точно описывать психоделический опыт. В описаниях психоделического опыта (так называемых «трип-репортах») представителей субкультуры хиппи упоминается состояние сниженного самосознания, которое принято называть смертью эго. Однако эти описания сильно расходятся с наблюдениями Лири. В некоторых источниках за смерть эго ошибочно принимают панические атаки.

### The Beatles
Прочтение «Психоделического опыта» сильно повлияло на участника группы «Битлз» Джона Леннона, вдохновив его на сочинение песни Tomorrow Never Knows, которую он впоследствии использовал для сопровождения собственных ЛСД-трипов. Леннон принимал ЛСД около тысячи раз, но это злоупотребление лишь усугубило его личностные проблемы. В конечном счёте музыкант перестал принимать это вещество. По мнению Джорджа Харрисона и Пола Маккартни, использование ЛСД не приводит к каким-либо значимым изменениям психики.

### Радикальный плюрализм
Согласно историку Николасу Бромеллу, переживание смерти эго усиливает радикальный плюрализм, типичный для молодёжи. Большинство молодых людей стремится отвергнуть радикальный плюрализм, предпочитая ему комфорт стабильного «я» и фиксированной реальности. Однако широкое использование психоделических веществ в 1960-е годы повлияло на ценности молодого поколения, которое отвергало «лживые» ценности родителей.

## Научные исследования

### Рандольф Алнес
В 1964 году Рандольф Алнес, психиатр из Университета Осло, опубликовал исследование под заголовком «Терапевтическое применение изменений сознания, вызванных психолитиками (ЛСД, псилоцибин и т. д.)». Алнес отмечает: ЛСД может вызывать у пациентов экзистенциальные мысли; психоделические вещества могут приводить к инсайтам («озарениям»); психоделики в сочетании с психотерапией могут приносить пациентам пользу.
Одним из переживаний, вызываемых ЛСД, может быть «кризис смерти». Алнес выделяет три стадии такого переживания:
1. Психосоматические симптомы приводят к «потере ощущения эго» (смерти эго);
2. Ощущение «отделения» от тела: субъекту кажется, что его тело «умерло»;
3. «Возрождение», возвращение к нормальному состоянию разума, «сопровождающееся сильным чувством облегчения — катарсисом, который иногда приводит к „озарениям“»[40].

### Перинатальные матрицы Грофа

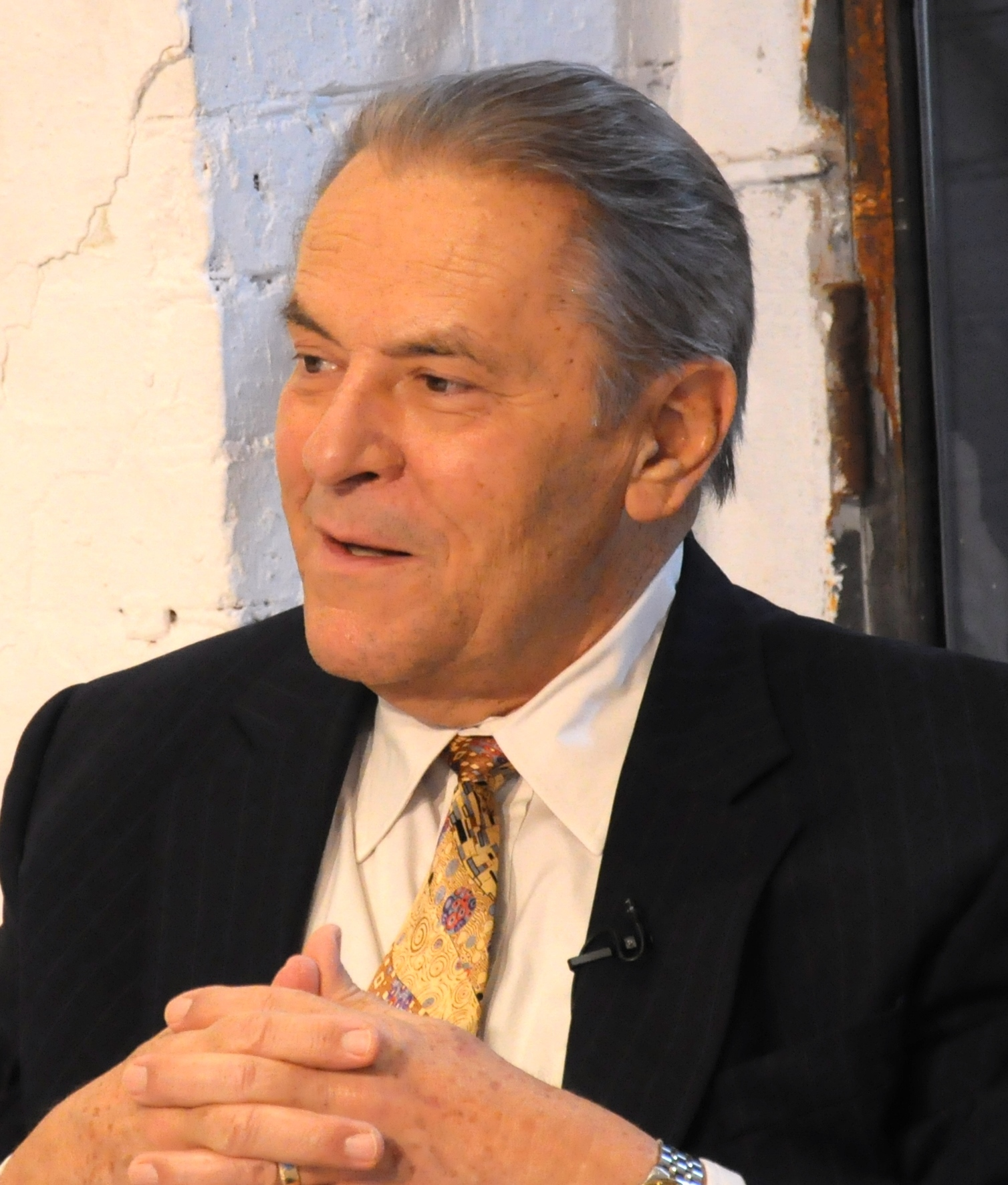
Станислав Гроф

Психиатр-психоаналитик Станислав Гроф исследовал психоделические эффекты, достижимые без применения веществ. Учёный разработал «картографию психики» на основе собственной работы с психоделиками. «Картография» описывает «основные типы переживаний, доступных обычному человеку» с применением психоделиков или «различных экспериментальных немедикаментозных техник» (таких как холотропное дыхание).
По мнению Грофа, традиционная психиатрия, психология и психотерапия используют модель человеческой личности, которая ограничивается лишь биографией и фрейдистским «сознанием индивидуума». Он считает, что этой модели недостаточно для описания переживаний, вызываемых психоделиками и «мощными техниками», которые активируют и мобилизуют «глубинные уровни подсознания и сверхсознания человеческой психики». Эти «глубинные уровни» включают:
- Сенсорный барьер и воспоминательно-биографический барьер.
- Базовые перинатальные матрицы (БПМ):
  - БПМ-I: Амниотическая вселенная (материнская утроба); символическое единство зародыша и организма матери, отсутствие барьеров и преград;
  - БПМ-II: Космическая поглощённость и отсутствие выхода. Начало родов; изменение блаженной связи с матерью и её первозданной вселенной;
  - БПМ-III: Борьба смерти и возрождения. Движение по родовым путям; отчаянная борьба за выживание;
  - БПМ-IV: Переживание смерти-перерождения. Собственно рождение.
- Трансперсональные измерения психики[24].

Смерть эго происходит в четвёртой перинатальной матрице, связанной с непосредственным появлением человека на свет. Накопленные напряжение, боль и тревога высвобождаются. Символический аналог — смерть-перерождение, которая может сопровождаться чувством надвигающейся катастрофы и попытками остановить этот процесс. Переход от матрицы III к матрице IV может ощущаться как «полное самоуничтожение»:
По моим наблюдениям, переживание смерти эго означает мгновенное и безжалостное уничтожение всех точек опоры в жизни индивида.
Гроф считает, что в ходе процесса фактически умирает «параноидальное мировоззрение, отражающее негативный опыт, пережитый субъектом с момента рождения». В финальной и самой полной форме смерть эго означает:
… необратимый конец философского отождествления человека с тем, что Алан Уотс называл «эго, заключённым в кожу».

### Современные исследования
Современные наблюдения подтверждают, что смерть эго может быть вызвана психоделическими веществами, такими как ЛСД и псилоцибин, и что она имеет терапевтический эффект, особенно в сочетании с медитацией. Растворение эго и другие психоделические эффекты могут помочь пациентам, страдающим депрессией, обсессивно-компульсивным расстройством, тревожным расстройством, расстройствами пищевого поведения, а также различными формами зависимости. Психоделические трипы способны провоцировать инсайты и глубокий самоанализ (рефлексию), что потенциально приводит к переменам в поведении, привычках или убеждениях.
«Опросник растворения эго» (англ. The Ego-Dissolution Inventory, EDI) — разработанный психиатром и нейропсихологом Мэттью Нуром список вопросов, позволяющий измерять степень краткосрочной смерти эго, испытываемой при приёме психоделиков. EDI помогает исследовать нейронные процессы, происходящие при смерти эго, что может быть полезно при психоделической терапии и для лучшего понимания психозов.

#### Фонд Бекли и Имперский колледж Лондона
Фондом Бекли и Имперским колледжем Лондона было проведено исследование, которое выявило, что при приёме псилоцибина нарушается связь между парагиппокампом и медиальными отделами височной доли — регионами человеческого мозга, предположительно отвечающими за чувство «самости». Кроме того, было установлено, что смерть эго сопровождается снижением альфа-ритма в задней поясной коре — одном из главных узлов сети пассивного режима работы мозга (СПРРМ). Эта сеть тесно связана с поддержанием ощущения «я»: в частности, она задействована в рефлексии и обработке автобиографических воспоминаний.
В ходе другого исследования Фонда и Имперского колледжа были составлены изображения, демонстрирующие активность головного мозга во время действия ЛСД и подтвердившие связь между субъективным переживанием смерти эго и снижением активности СПРРМ.
Отмечается, что эти исследования приближают научное сообщество к пониманию происхождения человеческого эго. Помимо того, они частично подтверждают теорию основательницы Фонда Аманды Филдинг и её наставника Барта Хюгеса. В 1960-х годах они предположили, что эго развилось в ходе эволюции как важный для выживания биологический механизм, который запускается, когда усиливается приток крови к регионам мозга, отвечающим за самосознание, одновременно со снижением кровотока в других регионах.

## Смерть эго в религиозных и духовных традициях

### Буддизм

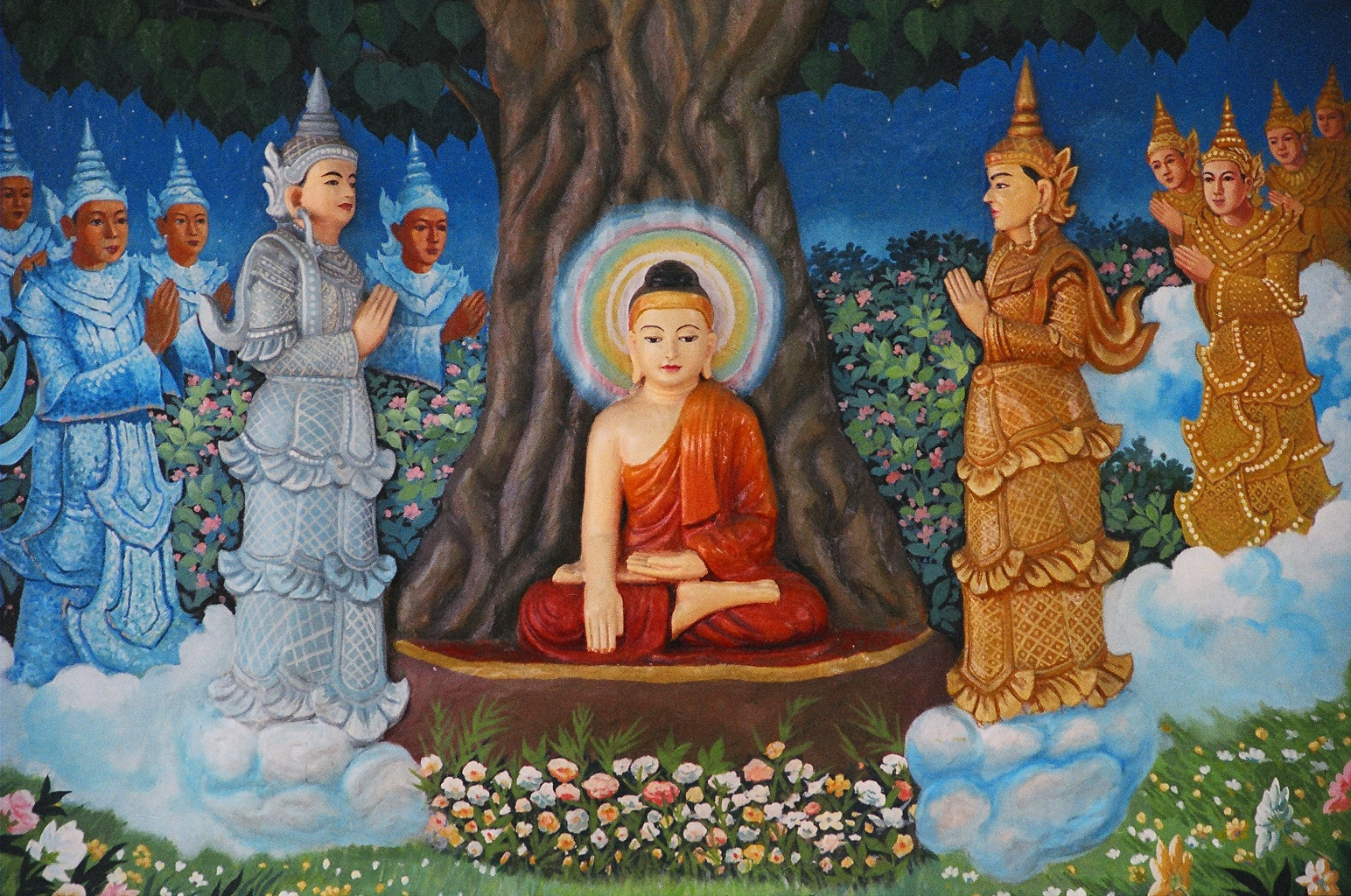
Явление смерти эго созвучно буддийской идее просветления

С возникновением интереса к психоделикам и духовным практикам понятие «смерть эго» стало применяться в том числе в отношении идеи просветления («бодхи» или «мокша») в восточных религиях.

Считается, что практика дзэн может привести к смерти эго. Смерть эго также называют «великой смертью» — в противовес «малой» физической смерти. Философ и религиовед Джин Парк считает, что смерть эго в буддизме завершает «зачастую неосознаваемый цикл» познания внутреннего «я». По мнению Парк, медитация — это путь к смерти путём «забвения» своего эго:
Просветление случается лишь тогда, когда автоматическая рефлексия сознания прекращается; это ощущается как свободное падение в бездну и конец бытия […] В момент, когда моё сознание перестаёт пытаться угнаться за своим хвостом, я становлюсь ничем и осознаю, что я есть всё.
Психотерапевт Джон Уэлвуд полагает, что «отсутствие эго» — распространённое явление, которое проявляется «в пробелах между мыслями и обычно остаётся незамеченным». Экзистенциальная тревога возникает, когда человек осознаёт, что ощущение собственного «я» — всего лишь трюк восприятия. Согласно Уэлвуду, лишь осознанность в момент отсутствия эго позволяет человеку встретить и принять смерть во всех её проявлениях.
Дэвид Лой также упоминает страх смерти и необходимость пережить смерть эго для постижения истинной природы человека. Лой считает, что человеческий страх перед утратой эго может быть даже сильнее, чем страх перед смертью.

#### Смерть эго и анатман
Отсутствие эго — не то же самое, что анатман («не-я»). Если первое понятие — это сугубо личное переживание, то второе — это доктрина, присущая всем ветвям буддизма. Анатман подразумевает, что составляющие части личности не содержат постоянного существа (то есть, не существует души или «эссенции „я“» как таковой):

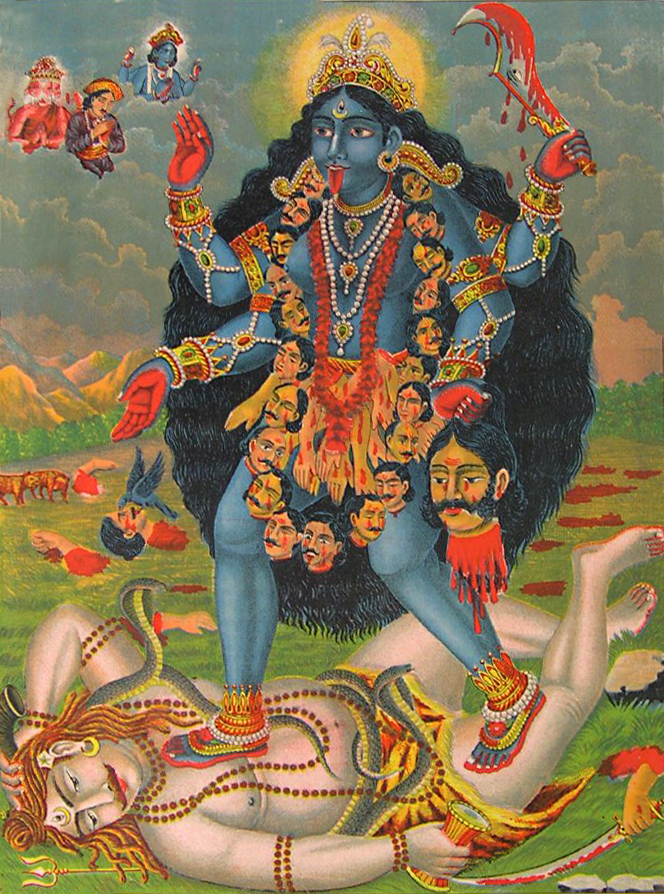
Индийская богиня Кали. На изображениях она традиционно держит в одной руке окровавленный меч, символизирующий божественное единение, а в другой — голову демона, которая символизирует отсечённое эго

Будда практически всегда говорил о неприемлемости отоджествления себя с пятью скандхами — то есть психологической веры в собственное «я». Он говорил, что эти пять составляющих — форма, чувство, постижение, воля и различение — являются лишь иллюзией; они принадлежат демону Маре; они непостоянны и болезненны. По этим причинам скандхи не могут являться нашим «я».
Смерть эго также не стоит путать с нирваной: если первая — это краткосрочное, единовременное переживание, то состояние нирваны не ограничено по времени.

### Индуизм
В Упанишадах, в рамках брахманизма — религии Древней Индии, считающейся связующим звеном между ведийским периодом (1500–⁠600 гг. до н. э.) и более поздним индуизмом, — уже упоминалась необходимость уничтожения внутренного «я» (анатмана) для реинтеграции во вселенную. В перечисленных текстах выход за пределы эго отождествляется с достижением состояния «чистого сознания» (турьи), в котором обнаруживается, что истинное «я» (атман) тождественно Брахману — «Душе мира»:
«„Я“, которое всё понимает, всё знает и слава которого проявляется во вселенной, живёт в святилище сердца, в обители Брахмана».

— Аноним, Бхагавадгита, гл. II, «Йога знания»
Бхагавадгита — дидактический раздел Махабхараты (религиозно-эпического текста III в. до н. э.) — описывает диалог Кришны (восьмого воплощения бога Вишну) с царём пандавов Арджуной, в котором божество открывает царю на месте великой битвы путь к спасению. Эта великая битва символизирует внутреннюю борьбу между силами зла (кауравами) и силами добра (пандавами). В своих объяснениях Арджуне, одному из соперничающих вождей, Кришна побуждает его бороться за избавление от внутреннего «я»:
«Человек, который отказывается от всех желаний и работает без корысти, свободный от чувств „я“ и „моё“, достигает покоя».

— Аноним, Бхагавадгита, гл. II, «Йога знания»
Как уже упомянуто выше, в буддийской перспективе той эпохи описываемые в Бхагавадгите составляющие человеческого опыта, соотносимые со скандхами, считались «дверьми во тьму», которых следует «избегать».

### Иудаизм
Как и в других религиозных традициях, в иудейском писании Танаха внутренняя борьба или убиение внутренних врагов души часто изображается в аллегорической форме. Нередко это явление описывается термином «поцелуй смерти» (ивр. מיתה בנשיקה‎), означающим «наименее болезненный» вид смерти из 903 описанных в Талмуде. Это аллегория также прослеживается, например, в псалмах царя Давида:
Я преследую врагов моих и настигаю их, и не возвращаюсь, доколе не истреблю их; поражаю их, и они не могут встать, падают под ноги мои.
Боже, скорее избавь меня!
Поспеши мне на помощь, Господи!
Пусть все, кто ищет жизни моей,

будут пристыжены и посрамлены.
В текстах Зогара Шимона бар Йохая и учениях Ицхака Лурии, содержащих основы еврейской каббалы, изложено, что человеческая душа может достигать различных ступеней развития или «великолепия» (нефеш, руах, нешама, хая и йехида). Эти «имена души» тесно связаны со святостью её носителя, то есть со степенью внутреннего очищения или умирания эго. Это очищение, исправление или восстановление (тиккун) души осуществляется через борьбу с нечистыми силами внутри себя — желаниями и эгоистическими побуждениями — которые препятствуют приближению и единению с Богом и отделяют человека от света Божия (Эйн Соф).
Каббалисты верят, что все души взаимосвязаны, и потому полное и тотальное исправление невозможно в одиночку — все люди должны достичь его одновременно.

### Ислам

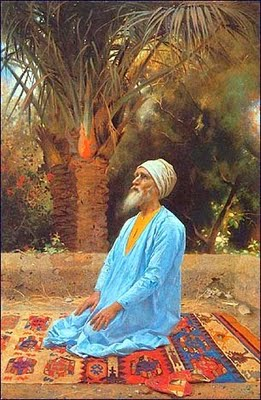
Постоянное поминание Бога (зикр) является основой смерти эго (фана) в исламе

В мусульманской традиции смерть эго называется фана (араб. فناء‎ — умирание, самоотречение); за ней следует бака́ (араб. بقاء‎) — пребывание в Боге. Понятие «фана» связано с аятами 26 и 27 из 55-й суры Корана:
Все живущие на земле (общество людей и бесов) — смертны (исчезнут) (фана). Вечен лишь Лик твоего Господа — Обладателя Величия и Щедрости.
Оно также основано на следующем хадисе Мухаммеда (по ат-Тирмизи):
Умрите прежде, чем умрёте, и спросите у себя отчёта до того, как его спросят у вас.
Фана связана с фигурой богослова и мученика Мансура аль-Халладжа. Смерть эго часто выражается огнём в средневековой персидской литературе. Ниже стихи Хафиза Ширази:
Твержу тебе: не сдамся, покуда не добьюсь сего желанья:
пускай моя душа соединится с душой души моей или душа покинет моё тело.
Открой мою могилу и посмотри, когда я умру,

как мой саван дымится от огня, который я таю.
Таким же образом это пламя олицетворяет божество. Как указывает поэт Джалаладдин Руми: «Бог — это тот, кто поджигает человека и уничтожает его». Поэт Хаким Санаи в произведении «Сад истин» говорит об упразднении внутреннего «я» в следующем маснави:
Сколь он долог, наш путь от «ничто» до Творца, не изведаем мы
до тех пор, пока хваткою мертвою к самости льнём,
мы путями окольными бродим в плену полутьмы
год за годом и тысячу лет —
день за днём, день за днём.
И когда, после тяжких трудов, наконец,
ты откроешь глаза,
то по тлену пороков прочтешь своей самости знак,
вкруг себя в её вечном круженьи, —
как вол вкруг столба,
жёрнов мельницы «я», непрестанно вертящей без сна.
Но как только ты, самость отринув, покинешь сей круг,
где веками бродил в полутьме,
покоряясь судьбе,
и возьмёшься всерьёз, наконец, за работу, мой друг,
дверь, что вечность была заперта,
в сей же миг

отворится тебе.
С суфийской точки зрения такая борьба за веру (джихад) или духовная борьба против собственного эго («джихад ан-нафс») является подлинной «священной войной», поскольку ведёт к единению с Богом («джихад аль-акбар» или «великий джихад»). В мистической поэтике ислама есть много примеров, указывающих на необходимость этого шага, «дабы воссиял Божественный свет в сердце искателя истины». Так, Руми писал:
О, блажен тот, кто умер до смерти,

ибо он воспринял аромат происхождения сего сада.
Фарид ад-Дин Аттар в своём произведении «Божественная книга» упоминает:
Препятствие, что не даёт вам двигаться вперед, — это ваше «я»; избавьтесь от него, не возвращайтесь к нему; отрекитесь от своего «я», ибо самоотречение есть «свет на свете».
Среди суфийских мистиков принято рассматривать душу как зеркало, которое должно быть чистым от всяких пятен, чтобы отражать божественное.
Ибо тот, кто опустошит себя, исчезнет [в Боге]… его форма пропадёт и станет зеркалом…
Непрестанное поминание Бога через Его прославление (зикр) является инструментом, позволяющим стать зеркалом божественного. Освобождение сердца от всего, что не является Богом, ведёт к единению (таухид) с Богом.

### Христианство
В христианстве основа идеи мистической смерти (лат. mors mystica) выражена в различных отрывках Евангелий и особенно в словах Иисуса Христа, изложенных в Евангелии от Матфея и подтверждённых текстами Евангелия от Марка (8:34) и Евангелия от Луки (9:23):
Потом всем ученикам Своим сказал Иисус: «Кто хочет идти за Мною, пусть отречётся от себя самого, возьмёт свой крест и последует за Мной».
Так же и в Евангелии от Марка сказано:
Ибо извнутрь, из сердца человеческого, исходят злые помыслы, прелюбодеяния, любодеяния, убийства, кражи, лихоимство, злоба, коварство, непотребство, завистливое око, богохульство, гордость, безумство, — всё это зло извнутрь исходит и оскверняет человека.
Самоотречение, очищение сердца человеческого и есть «мистическая смерть» — смерть «греховного „я“». Если она не происходит до «первой» (физической) смерти, то после первой смерти последует «вторая» (смерть грешной души, не очистившейся при жизни):
У кого есть уши, пусть услышит, что Дух говорит церквам. Побеждающему вторая смерть не причинит вреда!
Откровение Иоанна, 2:11
В зарождающейся христианской общине сочинения Павла из Тарса оставили глубокий след, сформировавший более поздний христианский мистический аскетизм. Так, в своём Первом послании к Коринфянам он говорит:
Я каждый день умираю: свидетельствуюсь в том похвалою вашею, братия, которую я имею во Христе Иисусе, Господе нашем.

Эта мистическая смерть есть смерть для греха, согласно Посланию к Римлянам (7:20) апостола Павла, а также для «ветхого человека», согласно его же Посланию к Римлянам (6:6), Посланию к Ефесянам (4:22) и Посланию к Колоссянам (3:9). В Послании к Галатам мистическая смерть описывается Павлом как «распятие плоти с её страстями и похотями»:
Но те, которые Христовы, распяли плоть со страстями и похотями.
Ибо если бы мы судили сами себя, то не были бы судимы [Богом].

Послание к Коринфянам, 11:31
По Павлу: смерть эго — это божественная благодать, которая приходит в непрестанной молитве (Первое послание к Фессалоникийцам, 5:17 и Послание к Ефесянам, 6:10–18) и в бодрствовании (Евангелие от Марка, 14:38) и которая позволяет «не впасть в искушение».

По этой причине мистическая смерть — это трудный и постепенный процесс, при жизни ведущий в первую очередь к овладению собственной душой через внутреннее очищение от своей греховной природы, от ветхого человека: «Своей стойкостью вы приобретёте ваши души» (Евангелие от Луки, 21:19). Более того, смерть эго даёт возможность принять Христа в себя:
… доколе все придём в единство веры и познания Сына Божия, в мужа совершенного, в меру полного возраста Христова.
… и уже не я, но Христос живёт во мне.
Ибо только через Сына можно достичь Отца (Евангелие от Иоанна, 14:6). Существует множество текстов, которые в рамках христианской духовности затрагивают идею мистической смерти.
Климент Александрийский различает в своих основных трудах («Строматы», «Протрептик» и «Педагог») три вида смерти: смерть физическая — «та, которая высвобождает душу из тела» и наступает «естественно для живых существ»; смерть душевная — та, которая может наступить из-за греха: страсти или «болезней души»; смерть гностическая, которая «уносит и отделяет душу от страстей» и по этой причине является для Климента «спасительной смертью». Из-за особой важности последней Климент переопределяет задачу философии с христианской точки зрения как «упражнение в смерти», основанное на внутреннем самоочищении.
В Добротолюбии, духовном наследии православной церкви, отцы-пустынники поощряют «тайную и невещественную» борьбу с нечистыми духами или невидимыми внутренними врагами, которые омрачают душу подвижника: гнев, печаль, жадность, лень и особенно гордыня. В этом сборнике текстов говорится о «науке тайной духовной борьбы» для методичного изгнания этих внутренних врагов. Основой этой науки является постоянное памятование о Боге с помощью Иисусовой молитвы.

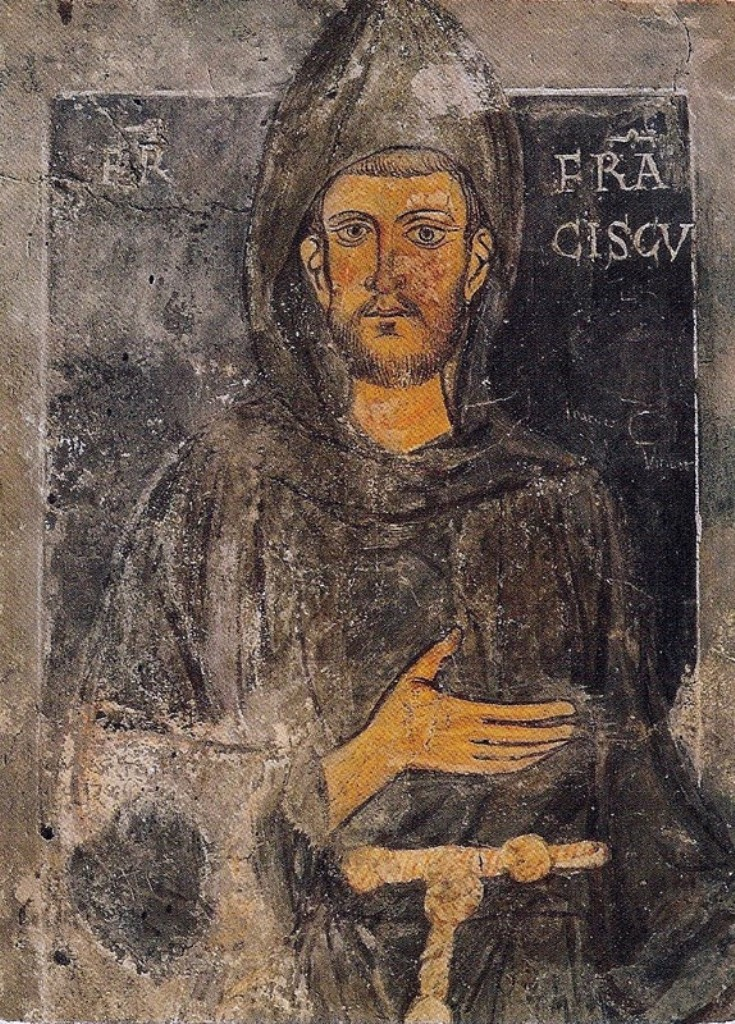
Франциск Ассизский считал, что «преодоление себя» — это высший дар и благодать Святого Духа

Франциск Ассизский в обращении к брату Леону утверждает, что совершенная радость приходит через «преодоление себя» и что это «преодоление» есть дар и благодать Святого Духа:
Превыше всех благодатей и всех даров Святого Духа, которые Христос дарует Своим друзьям, есть преодоление себя и блаженное перенесение скорбей, обид, посрамлений и неудобств во имя любви к Иисусу Христу.
Иногда мистическая смерть выражается радикально, подобно тому, как доктрина дзэн-буддизма призывает постичь абсолютную внутреннюю пустоту и освободиться даже от самой идеи божественного или Бога, так как даже она оказывается препятствием для сближения с Всевышним. В таком ключе немецкий философ Майстер Экхарт говорит об «отрешённости»:
Отрешённость есть самое лучшее, ибо она очищает душу, проясняет совесть, зажигает сердце и пробуждает дух, даёт желаниям быстроту; она превосходит все добродетели: ибо даёт нам познание Бога; отделяет от твари и соединяет душу с Богом.
Фома Кемпийский в своём произведении «О подражании Христу» упоминает «ежедневное умерщвление»:
Так всё состоит в кресте и всё заключается в смерти: нет иного пути к жизни и к истинному и ко внутреннему миру, кроме пути святого креста и ежедневного умерщвления.
Мигель де Молинос, высший представитель мистического течения квиетизма, описал мистическую смерть так:
[…] если ты хочешь достигнуть совершенного покоя и истинного внутреннего мира, тебе надо умереть и не жить иначе, как только в Боге и пред Богом; и чем более ты будешь мёртв подобным образом, тем яснее познаешь Бога. Но если ты не упражняешься в постоянном самоотвержении и внутреннем умерщвлении, то никогда не придёшь к этому состоянию, не сохранишь себя от перемен и разных приключений мира (то есть не освободишь себя от ига восстания ума, которое заставляет человека судить и рассуждать, ропщет, огорчается, извиняется, защищает и старается соблюдать свою честь и важность, являющиеся врагами совершенства и мира).
Мистическая смерть с христианской точки зрения позволяет, полностью одолев себя, восстановить изначальную чистоту, «уподобившись младенцу», войти в Царствие Божие, вкусить от древа жизни и получить венец жизни.

### Бернадетт Робертс
Созерцательница Бернадетт Робертс разделяет понятия «отсутствие эго» и «отсутствие „я“»; освобождение от эго — не то же самое, что освобождение от «я». «Отсутствие эго» предшествует погружению в состояние единения, тогда как «отсутствие „я“» становится возможным лишь после растворения эго и перехода в состояние единения. Робертс определяет эго следующим образом:
… незрелый «я» или самосознание до растворения самоцентра и открытия центра божественного.
В то время как «я» Робертс определяет так:
… всеохватность самосознания, весь спектр человеческого познания, чувства и переживания от осознанности и беспамятства до единения — трансцендентного, или божественного, сознания.
В конце концов все переживания, на которых строятся эти определения, прекращают существовать или растворяются. В предисловии Джеффа Шора к книге Робертс объясняется, что «отсутствие „я“» означает «необратимый конец всего механизма рефлексивного самосознания».
По Робертс: и Будда, и Иисус символизируют растворение «я» и состояние «отсутствия „я“». Растворение — это голодающий до достижения просветления Будда и умирающий на кресте Иисус; состояние «отсутствия „я“» — это просветлённый Будда и воскресший Иисус.

## Интеграция после смерти эго
В психологии интеграция имеет своей целью восстановление изначальной целостности психики. В психологии Юнга существует близкий по значению термин — индивидуация. Существует несколько точек зрения относительно того, какие интеграционные процессы происходят после переживания смерти эго (то есть дезинтеграции).

### Психоделия
Николас Бромелл считает, что смерть эго — это пусть и пугающее, но закаляющее волю переживание. По его мнению, смерть эго способна помочь человеку смириться с осознанием того, что истинного «я» не существует.

Гроф выявил, что кризисы смерти могут возникать в ходе каждого психоделического сеанса, пока они в конечном итоге не перестанут вызывать у субъекта панику. Сознательное противостояние панике способно привести к «псевдогаллюцинаторному ощущению преодоления физической смерти». Меркур подчёркивает:
Неоднократное переживание кризиса смерти и его противопоставление идее физической смерти, в конце концов, приводят к принятию собственной смертности и избавлению от иллюзий. Когда это случается, кризис смерти более не воспринимается как нечто пугающее.

### Веданта и дзэн
И индийская веданта, и буддийский дзэн предостерегают, что осознания пустоты «я» (то есть просветления) самого по себе недостаточно: необходимо продолжение практики.
Так, Джейкобс предупреждает, что практика адвайта-веданты требует многих лет последовательной практики, чтобы преодолеть «окклюзию» (преграду) в лице так называемых «васан, самскар, телесных оболочек и вритти, а также „грантхи“ — тантрического узла, формирующего связь внутреннего „я“ с разумом».
Обучение дзэн-буддиста не ограничивается кенсё — видением своей истинной природы. Практику нужно продолжать, чтобы углубить это видение и применять его в реальной жизни. Хакуин считает, что главная цель «постпросветленческой» практики — это дальнейшее развитие «просветлённого сознания». По Ямада Куну: «Если вы не плачете вместе с плачущим, то вы не постигли кенсё».

### «Тёмная ночь души» и деперсонализация
Синдзэн Янг — американский учитель буддизма — указал на сложность интеграции после переживания смерти эго. Эту сложность он назвал «тёмной ночью души» (отсылая к одноименной поэме), или:
… «падением в зёв шуньяты». Подразумевается аутентичный и необратимый взляд в пустоту и «не-я». Проблема состоит в том, что человек интерпретирует такое переживание как бэд-трип. Вместо удовлетворения и расширения возможностей, описанных в буддийской литературе, происходит прямая противоположность: если хотите, «тёмная ночь» — это «злой брат-близнец» просветления.
В исследовательской программе «Тёмная ночь души» профессор психиатрии Брауновского университета Уиллоуби Бриттон документирует феномены такого рода, происходящие во время медитации. Бриттон анализирует тексты из разных традиций в поисках описаний тяжёлых периодов на духовном пути и проводит интервью, чтобы узнать больше о сложной стороне медитации.

## Критика
Связь между смертью эго и ЛСД неоднократно оспаривалась. Хантер Томпсон полагает, что Тимоти Лири сделал себя центром текста, использовав свою персону «как образцовое, а вовсе не растворённое, эго». Меркур отмечает, что использование ЛСД согласно руководству Лири зачастую приводит не к смерти эго, а к мучительным бэд-трипам.

Связь ЛСД и просветления также ставилась под сомнение. Так, монах японской школы буддизма сото-сю Брэд Уорнер раз за разом подвергал критике саму идею, что психоделический опыт способен привести к просветлению. Далее приведён комментарий Уорнера от 2011 года к «Психоделическому опыту» Лири:
На фестивале «Старвуд» я часто ловил себя на мысли, что меня крайне раздражают все те, кто откровенно обманывает себя и окружающих, полагая что копеечная доза кислоты, грибов, пейота, «молли» или чего-либо ещё способна перенести их на высшую ступень духовного бытия […] На этом фестивале я прочитал «Психоделический опыт» Тимоти Лири и Ричарда Альперта (он же Рам Дасс, позднее известный как автор «Будь здесь и сейчас»). Данная книга — не более чем ошибочное прочтение «Тибетской Книги мёртвых» как руководства по приёму наркотиков […] Верить в 1964 году в наступление некой новой психоделической эры — это одно. Верить же в него сейчас, спустя 47 лет — это совсем другое. Все мы видели, к чему на самом деле приводит употребление психоделиков: Джими Хендрикс, Сид Вишес, Сид Барретт, Джон Энтвисл, Курт Кобейн… стоит ли о чём-то ещё говорить?
Идея о том, что смерть эго — один из основополагающих аспектов религии, также подвергается критике со стороны религиоведов, при этом «не теряя среди них ни толики популярности». Исследователи критически отзываются о попытках Лири и Альперта увязать смерть эго, вызванную галлюциногенами, с тибетским буддизмом.
Джон Рейнолдс осуждает выбор Лири и Юнгом перевода «Тибетской Книги мёртвых» за авторством В. И. Эванса-Вентца, поскольку, по мнению Рейнолдса, переводчик во многом неверно трактует дзогчен. Как считает Рейнолдс, Эванс-Вентц мало разбирался в тибетском буддизме и воспринимал эту религию «не как тибетскую и буддисткую, но как теософическую и ведантистсткую». Несмотря на это, Рейнолдс соглашается, что невещественность эго — одна из основополагающих целей Хинаяны.